# Costantino Arianiti

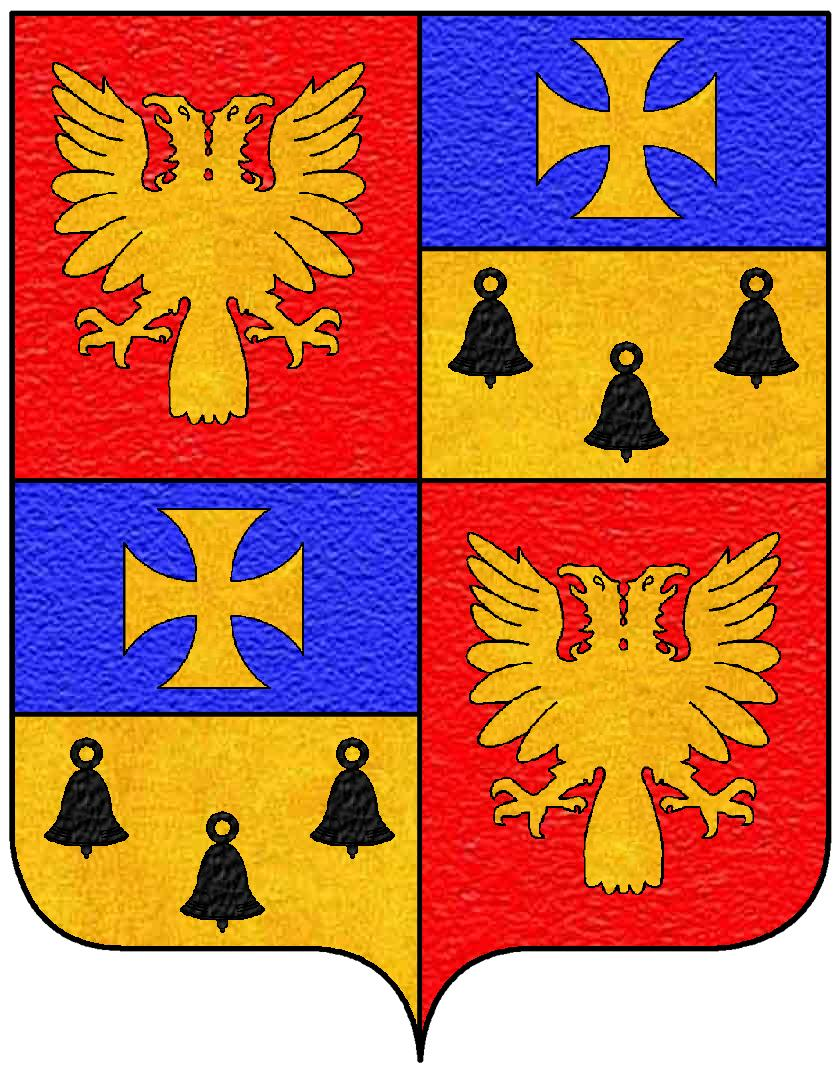
Stemma Arianiti Comneno.

Costantino Arianiti, detto anche Cominato o Comneno (Durazzo, intorno al 1456 – Montefiore Conca, 8 maggio 1530), è stato un condottiero e capitano di ventura (stradiot) albanese, attivo in Italia.

## Biografia
Appartenente alla casata degli Arianiti, era figlio del feudatario albanese Giorgio Arianiti che combatté in Albania contro i turchi, e di Pietrina Francone, figlia del barone Oliviero Francone, luogotenente aragonese a Lecce. Una sua sorella, Andronica, fu moglie di Giorgio Castriota Skanderbeg.
Dopo la morte del padre, la vedova richiese nel 1463 la protezione della Repubblica di Venezia e i suoi figli, tra cui Costantino, ottennero nel 1464 il titolo di patrizi veneziani. La madre si trasferì quindi da Durazzo a Lecce e poi a Roma e qui Costantino divenne protonotaro apostolico, carica a cui rinunciò probabilmente dopo la morte di papa Sisto IV nel 1484.
Dalla fine del 1486 entrò al servizio di Maria Branković, sua parente e moglie del marchese di Monferrato Bonifacio III Paleologo. Nel 1489 sposò una Francesca, figlia illegittima del marchese, che gli portò in dote terre e castelli. Dopo la morte del marchese Bonifacio (1494) e della moglie Maria (1495) assunse la tutela dei loro figli minorenni, Guglielmo Giovanni e Giorgio Sebastiano, con conferma dell'imperatore Massimiliano I.
Tramite le sue attività diplomatiche mantenne l'autonomia del marchesato in occasione della spedizione in Italia del re Carlo VIII di Francia, che appoggiò nel suo progetto poi fallito di invadere l'Albania con una flotta per sollevare la regione contro i turchi. Iniziò in questo periodo ad assumere i titoli di principe di Macedonia e di Tessaglia e di duca di Acaia. Titoli che de facto gli furono riconosciuti da Massimiliano I in un diploma imperiale datato 16 novembre 1495, allorché - definendolo anche proprio "consanguineo - gli confermava la tutela dei figli del marchese Bonifacio.
Massimiliano I teneva in grande stima l'Arianiti: in una lettera inviatagli da Augusta il 12 giugno 1496 gli prospettava la nomina di vicario imperiale in Italia, senza che però, poi, questa si concretizzasse.
Morto Carlo VIII nel 1498 perse l'appoggio della corte francese. Offrì i suoi servizi prima alla corte papale, poi ancora alla Repubblica di Venezia. Nel 1501 fu nominato ambasciatore dell'imperatore Massimiliano I presso la corte pontificia, aiutato dal matrimonio di una sua sorella con un parente del papa Giulio II.
Alla morte di Andrea Paleologo nel 1502, il titolo di despota di Morea (regione greca caduta in mano agli Ottomani circa mezzo secolo prima) fu da lui reclamato.
Dopo essere passato direttamente al servizio del papa, nel 1512 fu nominato capitano generale delle truppe del concilio lateranense. Nel 1515 ottenne da papa Leone X il feudo di Fano e nel 1524 il castello di Montefiore Conca e Mondaino. A causa delle lotte con le popolazioni del suo feudo scelse come residenza Montefiore Conca e progressivamente perse o vendette i possedimenti che ancora conservava nel Monferrato.
Il figlio Arianit (Arianito) Arianiti fu al servizio del papa come capitano delle truppe pontificie e morì nel 1551 durante la guerra tra Giulio III e Ottavio Farnese. Sua figlia illegittima Andronica sposò in prime nozze nel 1568 Orazio Trivulzio (morto nel 1573) e in seconde nozze il nobile milanese Giorgio Secco.

## Discendenza
Costantino e Francesca (che testò il 17 dicembre 1561) ebbero sette figli:
- Arianit (Arianito) (... -  in battaglia a Torchiara 16 novembre 1551), principe titolare (Despota) di Macedonia e Tessaglia e Duca Titolare di Acaia,[2] Signore di Refrancore fino al 1546, Patrizio Veneto;
- Andronica (... - 1544), sposa di Carlo III Tocco;
- Pentesilea (... - 1544), sposa un albanese, Lekë del clan dei Dukagjini[5];
- Ippolita (1507 - 11 ottobre 1566), sposa in prime nozze (1529) di Zanobio de' Medici e in seconde nozze (2 febbraio 1532) di Lionello II Pio di Carpi;
- Polissena (... - prima del 1531), sposa nel 1524 di Rinaldo degli Ottoni di Matelica;
- Deianira (... - 1572), sposò in prime nozze di Gaspare Trivulzio signore di Casteldidone (?-1549) e in seconde nozze con Giorgio Trivulzio, conte di Melzo (?-1583), non ebbe figli;
- Elena (testò il 21 aprile 1589), sposa nel 1546 di Juan de Luna (?-1568), conte spagnolo e castellano di Milano, non ebbe figli.